# Сигма² Большой Медведицы
Сигма2 Большой Медведицы (σ² UMa / σ² Ursae Majoris) — обозначение Байера визуально-двойной звезды в северном созвездии Большой Медведицы на расстоянии 67 св. лет от Земли. Система имеет видимую звёздную величину 4,8m и относится к звёздам, видимым невооружённым глазом при хороших условиях для наблюдений.

## Характеристики звёздной системы
Основная компонента звёздной системы является жёлто-белым субгигантом спектрального класса F6IV и, возможно, всё ещё относится к жёлто-белым карликам главной последовательности на поздней стадии эволюции (F6V). Вторая компонента является ярким оранжевым карликом спектрального класса K2V, имеет видимую звёздную величину 10,3m и обращается вокруг центральной компоненты по сильно вытянутой орбите с эксцентриситетом 0,8. Период обращения второй компоненты вокруг центральной звезды составляет 970 лет.
В 2000 году разделение компонент для наблюдателя с Земли составляло 4".